# Лијева скретања
Лијева скретања је термин која је КПЈ користила да опише радикалне политике и стратегије, међу другима описане и као револуционарни терор односно Црвени терор, које су спроводили самозвани левичарски елементи у партији и партизанским јединицама током Другог свјетског рата углавном у Црној Гори, Херцеговини и Србији, и у мањем обиму у Хрватској и Словенији. У тим областима је крајем 1941. и почетком 1942. дошло до масовних убистава, паљења села и конфискације имовине мотивисаних партизанским страховима од пете колоне и класном борбом. Као резултат бројних злочина комуниста, многи сељаци из источне Херцеговине и Црне Горе, који нису били колаборационисти или кулаци су масовно приступали четницима. КПЈ је касније осудила акције спроведене у овом периоду и казнила неколико локалних команданата.
Један од важнијих разлога за пораз партизана у Црној Гори и Херцеговини на почетку рата су злочини које су партизани учинили у периоду који је томе претходио. Физичка ликвидација вршена је како стрељањем тако и хладним оружјем, клањем и маљевима. Најпознатија локација на којој су вршени злочини у Црној Гори је свакако Пасје гробље код Колашина где је побијен већи број оних које су комунисти видели као своје непријатеље. На Бадњи дан 1942. године партизани су у колашинском лугу на десној обали Таре, над телима 240 унакажених грађана, разапели лешину пса. Међу њима су била и два свештеника из среза колашинског: Ђуро Томовић и Петар Грдинић.
Из ровачке општине убијени су и бачени у јаму Мртвица, у фебруару 1942, свештеник Крсто Бећковић и теолог Пеко Јовановић. Иста јама прогутала је још 16 Ровчана.
Као командант окупираног Колашина, мајор Јоксимовић је неколико месеци касније присуствовао ископавању жртава „пасјег гробља“. Он је све жртве оквалификовао као невине:
Пред тим језивим призором немо стојимо сви, нарочито родбина. Она не може да препозна лешеве својих милих и драгих, јер су страшно унакажени и без појединих делова тела. Руке и ноге су им поломљене; зуби повађени грубим клештима још док су били живи; лобање су им размрскане дрвеним маљевима, чије су ударце чули становници најближих кућа оне свете ноћи уочи Божића. Све у свему, прави пакао на земљи, у који су дотерани и у коме су страдали праведници, Срби православне вере и национално опредељени. То су били људи из свих друштвених редова, од судије до обичног радника. Њихова је једина „грешка“ била што нису прихватили безбожнички комунизам...
Осим овог злочина познати злочини су почињени на тај начин што су жртве после ликвидације бацане у крашке јаме, па су противници партизане погрдно називали Јамарима. Најпознатије јаме где су извршени ови злочини су јама у селу Гриже код Берана, Шахотичка јама код Бијелог поља, Шавничка јама, јама код Ријеке Црнојевића и которска јама код Никшића.
Писмом од 14. фебруара 1942. Тито наређује штабу Црногорско-санџачког партизанског одреда, да стреља „све оне који су потпомагали четнике и били наклоњени њима“. Тито, даље, наређује да штаб одреда „рашчисти са лабавим и колебљивим елементима енергично и без милосрђа“, то јест, да се такви стрељају. У Титовом писму, из фебруара 1942. подређеним штабовима, наређено је да се одмах разоружају и стрељају сви они „у које се може посумњати да ће сутра бити наши непријатељи“. Тито је, такође, наредио да се конфискује (одузме) сва имовина „одбеглих четника као и свих петоколонаша и непријатеља и разбијача народне борбе“.
У Црмници су комунисти опљачкали скоро све манастире, а у некима су чак и логорске ватре палили. Тако је у цркви Свете Петке у Подгори потпуно уништен иконостас са иконама и одеждама.
За време напада на Пљевља, 1. децембра 1941. године, комунисти су упали у манастир Свете Тројице. Ухватили су архимандрита Серафима Џарића, 75-годишњег старца, претходно му почупали браду, а онда га задавили.